# جائزة اختيار النقاد للأفلام لأفضل ممثلة في الكوميديا
جائزة اختيار النقاد للأفلام لأفضل ممثلة في فيلم كوميديا هي جائزةٌ تُقدمها جمعية نقاد البث السينمائي للأشخاص العاملين في صناعة الأفلام السينمائيّة في حفل توزيع جوائز اختيار النقاد للأفلام السنوي. بدءت الجمعية توزيع جائزة أفضل ممثل في فيلم كوميديا سنة 2012.

## قائمة الفائزين والمشاركين

### ابتداء من 2010
2012: جنيفر لورانس – المعالجة بالسعادةبدور تيفاني ماكسويل †
- ميلا كونيس – تيد بدور لوري كولينز.
- شيرلي ماكلين – بيرني بدور مارغوري «مارج» نغنت.
- ليزلي مان – هذا هو 40 بدور ديبي.
- ريبيل ويلسون – درجة الكمال بدور أيمي السمينة.

2013: ايمي ادامز – احتيال أمريكي بدور سيدني بروسر / السيدة إديث Greensly ‡
- ساندرا بولوك – الحرارة بدور العميلة الخاصة سارا أشبورن.
- جريتا جيروج – فرانسيس ها بدور فرانسيس هالاداي.
- جوليا لويس-دريفوس – كفى حديثا  بدور إيفا هندرسون.
- ميليسا مكارثي – الحرارة بدور المحقق شانون مولنز.

2014: جيني سليت –الطفل الواضح بدور دونا ستيرن.
- روز بيرن – الجيران بدور كيلي رادنر.
- روزاريو داوسون – أفضل خمسة بدور تشيلسي براون.
- ميليسا مكارثي – القديس فنسنت بدور ماغي برونشتاين
- كريستين ويج – الهيكلان التوأم بدور ماغي دين

2015: إيمي شومر – كارثة بدور ايمي تاونسند.
- تينا فاي – الأخوات بدور كاتي إليس.
- جنيفر لورانس – جوي بدور جوي مانجانو ‡
- ميليسا مكارثي – تجسس بدور سوزان كوبر
- ليلى توملين – الجدة بدور إيلي ريد

2016: ميريل ستريب – فلورنسا فوستر جنكينز بدور فلورنسا فوستر جنكينز ‡
- كيت بيكنسيل – الحب والصداقة بور السيدة سوزان فيرنون
- سالي فيلد – أهلا، اسمي دوريس بدور دوريس ميلر
- كيت ماكينون – صائدو الأشباح (فيلم 2016) بدور قال الدكتور جيليان هولتزمان
- هيلي ستاينفيلد – عتبة السابعة عشر بدور نادين فرانكلين.

2017:
- تيفاني هاديش – رحلة الفتيات بدور دينا.
- زوي كازان – المرض المفحم بدور إميلي غاردنر
- مارجوت روبي – أنا تونيا بدور تونيا هاردينغ.
- ساويرس رونان –ليدي بيرد بدور كريستين «ليدي بيرد» ماكفرسون
- إيما ستون – معركة الجنسين بدور بيلي جين كينغ

## ترشيحان متعددة
- ترشيحان: جينيفر لورانس
- ثلاثة ترشحات: ميليسا مكارثي